# سوق رومفورد
سوق رومفورد (بالإنجليزية: Romford Market)‏ هو سوق كبير مفتوح يحتوي على 270 حاملاً، يقع في رومفورد في حي هافرنغ في لندن في إنجلترا.